# Gelliodes porosa
Gelliodes porosa är en svampdjursart som beskrevs av Thiele 1903. Gelliodes porosa ingår i släktet Gelliodes och familjen Niphatidae. Inga underarter finns listade i Catalogue of Life.